# همسایگی (ریاضیات)

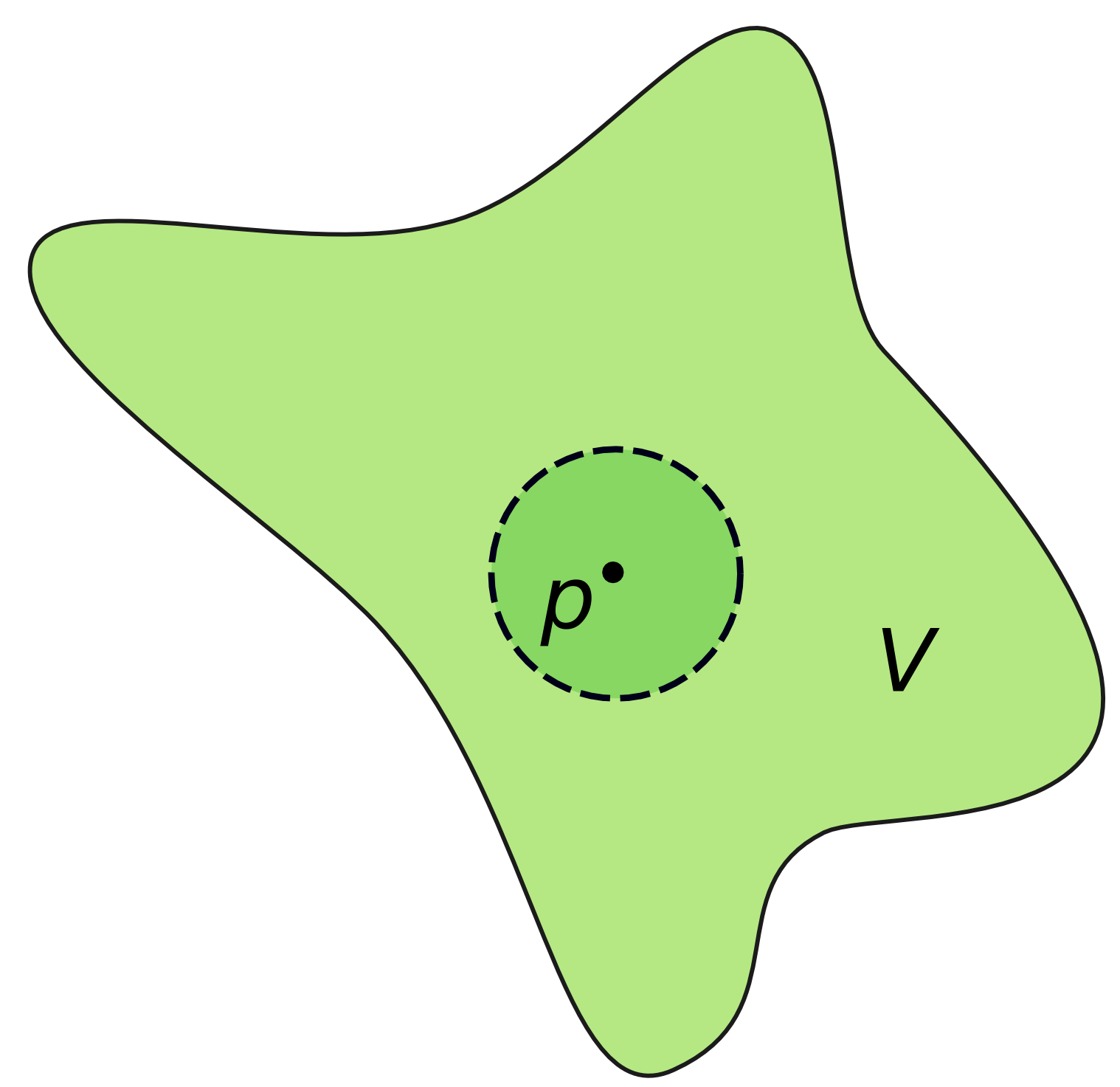
گردهٔ دور نقطهٔ p یک همسایگی از آن است.

در توپولوژی، یک همسایگی (به انگلیسی: neighbourhood) یکی از مفاهیم اساسی در فضاهای توپولوژیک است. همسایگی یک نقطه، یک مجموعه شامل آن نقطه است.

## تعریف
فرض می کنیم p یک نقطه از فضای متری X باشد.
یک همسایگی نقطهٔ p با شعاع r، مجموعه ای است مثل (Nr(p شامل تمام نقاطی چون q که 
d(p،q)<r.
{\displaystyle N_{r}(p)=\{q\in X\;|\;d(p,q)<r\}}

## همسایگی محذوف
یک همسایگی محذوف نقطه c، همان همسایگی نقطه c می‌باشد به گونه‌ای که خود نقطۀ c از مجموعه مورد نظر حذف می‌شود.
تعریف
فرض کنید c یک نقطه از فضای متریک (X,d) باشد.
مجموعه همسایگی محذوف نقطه c با شعاع r به صورت زیر می‌باشد:
{\displaystyle {\underset {r}{N(c)}}=\{q\in X\mid 0<d(q,c)<r\}}
نمونه
مجموعه همسایگی محذوف نقطه صفر در فضای اعداد حقیقی و متر اقلیدسی با شعاع یک به صورت زیر می‌باشد:
{\displaystyle {\underset {1}{N{\bigl (}0{\bigr )}}}=\{q\in R\mid 0<\left\vert q-0\right\vert <1\}={\bigl (}-1,1{\bigr )}\backslash \{0\}}